# Косач (роман)
Косач (енгл. Reaper Man; издат 1991) је једанаести роман Терија Прачета о Дисксвету. После Морта, ово је друга књига из серијала прича о Дисксвету у којој је један од главних карактера Смрт, или овде наведено Косач. Ову књигу је превео на српски Дејан Папић, и у издању Лагуне се појавила 2001. године.

## Радња
Надзорници стварности су постали свесни да је смрт развио своју личност. То су закључили на основу његовог занимања за свој посао, и преиспитивања одлука које је требало да буду строго извршене. Смрт не треба да има изграђену личност, јер то утиче на извршавање његових задатака.
Током шетње кроз просторију са мерачима времена, Смрт примећује да се појавио један нови мерач - на њему је писало Смрт. Постао је свестан да се његово време ближи крају, и да му се спрема замена. Одлучио је да напусти своје просторије, и да преостало време искористи да испита како изгледа живот обичних смртника. Запослио се на фарми госпођице Ренате Флитворт.
У исто време, због недостатка Смрти, у Анк-Морпорку се дешавају чудне ствари. Један од најстаријих чаробњака са Невидљивог универзитета - Виндл Пунс, остаје неупокојен. После више покушаја да одузме себи живот, схвата да судбина није одлучила да је прави тренутак за то. Прикључује се групи за права мртвих, које предводи Рег Шу. Њихов слоган је „Не морате ово да трпите лежећи“.
Током свог живота на фарми, Смрт схвата како смртници живе, и то му се нимало не свиђа. Искусио је разне врста осећања која није могао да схвати. Једино у шта је био сигуран је да жели да настави да ради свој посао. Одлучио је да не жели да се преда без борбе, и спрема се за обрачун са својим наследником.